# Euphorbia glabriflora
Euphorbia glabriflora — вид рослин із родини молочайних (Euphorbiaceae), зростає на півдні Європи.

## Опис
Це рослина заввишки 10–20 см. Подібна до E. spinosa але менша, основа товста. Листки від лінійно-ланцетоподібних до еліптично-довгастих, сірувато-зелені, плямисті. Променів зонтика 3–5. Період цвітіння: літо.

## Поширення
Зростає на півдні Європи: Албанія, Греція, колишня Югославія.